# Arxiu informàtic
Un arxiu informàtic o simplement arxiu és un agrupament de fitxers informàtics, de manera anàloga als arxivadors 'reals'. Com que els sistemes de fitxers dels ordinadors sols accepten fitxers (dits també documents) i directoris (dits també carpetes), un arxiu també s'emmagatzema com a fitxer, de manera que a un arxiu informàtic també se'n pot dir fitxer d'arxiu.
Un arxiu és identificat per un nom i la descripció de la carpeta o directori que el conté. Els arxius informàtics es diuen així perquè són els equivalents digitals dels arxius en targetes, paper o microfitxes de l'entorn d'oficina tradicional. Els arxius informàtics faciliten una manera d'organitzar els recursos usats per a emmagatzemar permanentment dades en un sistema informàtic.
La motivació inicial dels arxius era la de poder emmagatzemar els fitxers de l'ordinador en cintes analògiques, on la informació era contínua i, per tant, s'havia d'agrupar.
Avui en dia la major part d'arxius també són compressors.

## Extensions
Les extensions s'han d'incloure en els noms d'arxiu, puix que amb aquestes podrem diferenciar ràpidament el tipus d'arxiu de què es tracta. Algunes són:
- .TXT: arxius de text
- .BAS: arxius en BASIC
- .BIN: arxius binaris
- .ODT: arxius de documents del programa Writer (és un .ZIP)
- .SYS: arxius de sistema
- .DLL: biblioteques
- .OBJ: arxius de compilació
- .EXE: fitxers executables
- .COM: fitxers executables
- .BAT: fitxers de procés per lots
- .RAR: arxiu comprimit
- .ZIP: arxiu comprimit
- .SQL: arxiu de dades

| Extensió del fitxer | Tipus MIME         | Nom oficial   | Plataforma | Descripció |
| ------------------- | ------------------ | ------------- | ---------- | --- |
| .a, .ar             |                    | Unix Archiver | Unix       | El fitxer d'arxiu tradicional en sistemes Unix, actualment usat principalment per llibreries estàtiques.                              |
| .cpio               | application/x-cpio | Unix          |            | |
| .shar               | application/x-shar | Shell archive | Unix       | Arxiu auto-extraïble que usa la Bourne shell (sh).                                                                                    |
| .LBR                |                    | .LBR          | MS-DOS     | |
| .tar                | application/x-tar  | Tape archive  | Unix       | Un format d'arxiu comú en sistemes Unix. Normalment usat junt amb gzip, bzip2 o compress per crear fitxers .tar.gz, .tar.bz o .tar.Z. |